# Pedro Resende
Pedro Resende (* 19. dubna 1977 Porto, Portugalsko) je portugalský fotbalový trenér a bývalý obránce. Od července 2025 působí jako trenér českého druholigového klubu SK Dynamo České Budějovice.

## Hráčská kariéra
V mládežnických kategorií prošel týmy Boavista FC, nebo FC Porto. Během své hráčské kariéry nastupoval převážně v nižších portugalských soutěží. V roce 2004 odešel do Lucemburska, kde v roce 2013 ukončil aktivní hráčskou kariéru.

## Trenérská kariéra
Po konci aktivní kariéry se dal na trenérskou dráhu. Začínal u mládeže a později se stal hlavním trenérem. Mezi lety 2023 až 2025 vedl lucemburský klub FC Differdange 03, se kterým získal dva ligové tituly a v roce 2025 také vítězství v poháru.
V červenci 2025 byl po konci trenéru Jiřího Lercha a Jiřího Kladrubského jmenován novým trenérem českého druholigového klubu SK Dynamo České Budějovice. Společně s ním do Českých Budějovic přišli i asistenti Miguel Santos a Hugo Faria.
Média jeho herní styl charakterizovali rozestavením na tři stopery, produktivní ofenzivou a pevnou obranou.